# Hermogen (Dobronrawin)
Hermogen, imię świeckie Konstantin Pietrowicz Dobronrawin (ur. 9 lutego?/21 lutego 1820 w guberni petersburskiej, zm. 5 sierpnia?/17 sierpnia 1893 w Petersburgu) – rosyjski biskup prawosławny.

## Życiorys
Urodził się w rodzinie kapłana prawosławnego. Ukończył seminarium duchowne w Petersburgu, a następnie w 1845 Petersburską Akademię Duchowną. Przez rok był wykładowcą filozofii i łaciny w seminarium duchownym w Moskwie. Następnie 26 października 1846, jako mężczyzna żonaty, przyjął święcenia kapłańskie i podjął służbę duszpasterską w cerkwi na Cmentarzu Wołkowskim w Petersburgu. Miał jedną córkę.
Po śmierci żony w 1854 za zgodą metropolity petersburskiego został zwolniony z pracy w parafii i podjął pracę katechety w III gimnazjum w Petersburgu. Był również członkiem komitetu Petersburskiej Akademii Duchownej ds. wydawnictw i członkiem komitetu cenzury przy eparchii. Otrzymał godność protoprezbitera. Od 1869 do 1873 był nadzorcą podstawowej szkoły eparchialnej św. Aleksandra Newskiego.
1 września 1873 złożył wieczyste śluby mnisze, przyjmując imię Hermogen. 8 października tego samego roku miała miejsce jego chirotonia na biskupa wyborskiego, wikariusza eparchii petersburskiej. Trzy lata później jego tytuł uległ zmianie na biskup ładoski, zaś w 1882 objął katedrę taurydzką. Trzy lata później przeniesiony do eparchii pskowskiej i porchowskiej.
W 1893 został czasowym członkiem Świętego Synodu i udał się do Petersburga, by wziąć udział w jego pracach. Tam zachorował na zapalenie płuc, wskutek czego zmarł. Został pochowany w cerkwi św. Izydora w kompleksie Ławry św. Aleksandra Newskiego.
Autor publikacji poświęconych liturgice i muzyce cerkiewnej, jak również religijnych wierszy, do których sam układał muzykę.